# 五菱会事件
五菱会事件（ごりょうかいじけん）とは、平成時代の闇金融事件。
五菱会は全国の多重債務者リストを基に、多重債務者にダイレクトメールなどを送り、無担保融資を勧誘するという闇金融システムを構築。融資を申し込んできた人の銀行口座に現金を振り込み、返済も口座振込みにして、客と顔を合わせないようにした。五菱会は、複数の店舗を統括する「センター」を設置して、顧客情報を管理していた。顧客の返済期限が近づくと（殆どの顧客の返済能力は乏しかった）、別の五菱会系闇金融が新たな融資を持ちかけ、客の借金を一気に大きく膨らませていった。
2003年（平成15年）1月、警視庁、愛知県警、広島県警、福島県警の合同捜査本部は、東京都新宿区にある貸金業「アームズ」の経営者（五菱会傘下の組員）を逮捕した。合同捜査本部は2001年（平成13年）7月から2003年4月まで、高木康男は、梶山進が闇金融の収益で購入した約5000万円相当の金融債券を、梶山進から数回に渡って受取ったことを掴んだ。
同年8月、梶山進は出資法違反の疑いで逮捕された。
その後、合同捜査本部は、五菱会本部事務所などを家宅捜索した。同年10月、五菱会は、闇金融で稼いだ金を、山口組に上納しているとして、合同捜査本部は山口組総本部を家宅捜索した。
同年11月、合同捜査本部は組織的な犯罪の処罰及び犯罪収益の規制等に関する法律（組織犯罪処罰法）違反で、高木康男を逮捕した。